# Paulius Šiškevičius
Paulius Šiškevičius, né le 7 septembre 1993 à Vilnius, est un coureur cycliste lituanien. Son frère Evaldas a lui aussi été coureur cycliste.

## Biographie
Paulius Šiškevičius naît le 7 septembre 1993 à Vilnius en Lituanie. Son frère aîné, Evaldas, est également coureur cycliste.
En 2010 et 2011, il est champion de Lituanie sur route juniors et champion de Lituanie du contre-la-montre juniors.
De 2012 à 2013, il court pour l'AVC Aix-en-Provence.
Il entre dans l'équipe Sojasun espoir-ACNC en 2014, il devient champion de Lituanie sur route. D'août à décembre 2014, il est stagiaire dans l'équipe La Pomme Marseille 13. 
Fin 2014, il signe un contrat avec l'équipe continentale An Post-ChainReaction. Avec la formation irlandaise, il glane deux nouveaux titres de  Champion de Lituanie sur route espoirs (course en ligne et contre-la-montre) en 2015.

## Palmarès et résultats

### Palmarès par année
- 2010
  -  Champion de Lituanie sur route juniors
  -  Champion de Lituanie du contre-la-montre juniors
- 2011
  -  Champion de Lituanie sur route juniors
  -  Champion de Lituanie du contre-la-montre juniors
- 2012
  -  Champion de Lituanie sur route espoirs
- 2013
  -  Champion de Lituanie sur route espoirs
- 2014
  -  Champion de Lituanie sur route
  -  Champion de Lituanie sur route espoirs
- 2015
  -  Champion de Lituanie sur route espoirs
  -  Champion de Lituanie du contre-la-montre espoirs
- 2016
  - 2e du championnat de Lituanie du contre-la-montre
  - 3e du championnat de Lituanie sur route
- 2017
  - 8e étape du Tour du Maroc

### Classements mondiaux
| Année           | 2013 | 2014 | 2015 |
| --------------- | ---- | ---- | ---- |
| UCI Europe Tour | 951e | 324e | 982e |